# Pristimantis skydmainos
Pristimantis skydmainos es una especie de anfibio anuro de la familia Craugastoridae.

## Distribución
Esta especie habita hasta los 750 m de altitud en la cuenca superior de la Amazonía:
- en Ecuador en la provincia de Orellana;
- en Perú en las regiones de Madre de Dios, Puno, Huánuco y Amazonas;
- en Bolivia en el departamento de Pando;
- en Brasil en el estado de Acre.[4]

## Publicación original
- Flores & Rodríguez, 1997 : Two new species of the Eleutherodactylus conspicillatus group (Anura: Leptodactylidae) from Peru. Copeia, vol. 1997, n.º 2, p. 388-394.[5]